# Mineola (Nueva York)
Mineola es una villa y sede de condado del condado de Nassau en el estado estadounidense de Nueva York. En el año 2000 tenía una población de 19.234 habitantes y una densidad poblacional de 3.991,3 personas por km². Mineola se encuentra dentro de los pueblos de Hempstead y North Hempstead.

## Geografía
Mineola se encuentra ubicada en las coordenadas 40°44′50″N 73°38′17″O / 40.74722, -73.63806. Según la Oficina del Censo, la ciudad tiene un área total de 4,8 km² (1,9 mi²), de la cual 4,8 km² (1,9 mi²) es tierra y 0 km² (0 mi²) (0%) es agua.

## Demografía
Según la Oficina del Censo en 2000 los ingresos medios por hogar en la localidad eran de $60,706, y los ingresos medios por familia eran $71,042. Los hombres tenían unos ingresos medios de $47,182 frente a los $37,057 para las mujeres. La renta per cápita para la localidad era de $28,890. Alrededor del 4.2% de la población estaba por debajo del umbral de pobreza.